# 國防創新小組
國防創新小組（英語：Defense Innovation Unit, MND；簡稱DIU），為中華民國國防部整合評估司下轄的一小組，由國防部長顧立雄一手推動成立，主要任務為創新概念發展、戰力需求確認、引進民間成熟技術產能調研、公開徵集與方案評估、導入建案籌獲等，協助提升整體防衛能量等任務，類似美國國防創新小組。創新小組並下分為3組，執行各項工作小組成員包含軍職、文職及聘僱人員。

## 編組
- 創新作戰發展組
- 產業調研評估組
- 軍民科技應用組